# Braisnes-sur-Aronde
Braisnes-sur-Aronde is een gemeente in het Franse departement Oise (regio Hauts-de-France) en telt 161 inwoners (2005). De plaats maakt deel uit van het arrondissement Compiègne.
De huidige naam van de gemeente werd bepaald door het decreet van 1 augustus 2012, voorheen heette de gemeente Braisnes.

## Geografie
De oppervlakte van Braisnes bedraagt 2,6 km², de bevolkingsdichtheid is 61,9 inwoners per km².
De onderstaande kaart toont de ligging van Braisnes-sur-Aronde met de belangrijkste infrastructuur en aangrenzende gemeenten.

## Demografie
Onderstaande figuur toont het verloop van het inwonertal (bron: INSEE-tellingen).